# Concours européen des droits de l'homme René-Cassin

Les équipes participant à la 37e édition du Concours, rassemblées devant la Cour européenne des droits de l'homme.

Le Concours européen des droits de l'homme René-Cassin est une prestigieuse compétition internationale francophone de droit européen des droits de l'homme, créé en 1985 et regroupant chaque année des équipes d'universités de toute l'Europe et parfois même du monde entier.
Il est organisé par l'Association du Concours René Cassin avec le soutien de la Fondation René Cassin, la Faculté de droit, de sciences politiques et de gestion de Strasbourg et l'Ordre des avocats du Barreau de Strasbourg. L'association est présidée par Sébastien Touzé, Professeur de droit public à l'Université Paris Panthéon-Assas.

## Déroulement
Le concours est ouvert aux étudiants en droit et en sciences politiques.
Il se déroule en deux phases :
- première phase : consiste en la rédaction d'un mémoire en requête ou en défense (selon l'attribution des parties) de 50 pages relatif au cas pratique formulé par le Conseil Scientifique du concours ;
- deuxième phase : si le mémoire d'une équipe a été retenu, ses membres sont alors invités à se rendre trois jours à Strasbourg pour la phase des plaidoiries. Les deux premières plaidoiries ont lieu au Conseil de l'Europe, et la finale a lieu dans la Grande Chambre de la Cour européenne des droits de l'homme, devant un jury présidé par une personnalité éminente et composé de juges de la Cour européenne des droits de l'homme, d'universitaires, d'avocats, de magistrats, etc.

Le cas est en général une dispute entre un État fictif partie au Conseil de l'Europe et à la Convention européenne des droits de l'homme et des particuliers se plaignant de violation de la Convention.

## Équipes lauréates
| Année | Équipe lauréate                                    |
| ----- | -------------------------------------------------- |
| 2025  | Université de Fribourg (Suisse)                    |
| 2024  | Université de Bucarest (Roumanie)                  |
| 2023  | Université de Strasbourg (France)                  |
| 2022  | Université de Strasbourg (France)                  |
| 2021  | Université Savoie Mont Blanc (France)              |
| 2020  | / (édition annulée pour cause de pandémie)         |
| 2019  | Université Paris II Panthéon-Assas (France)        |
| 2018  | Université de Saint-Étienne (France)               |
| 2017  | Collège d'Europe de Bruges (Belgique)              |
| 2016  | Université de La Réunion (France)                  |
| 2015  | Université de Bâle (Suisse)                        |
| 2014  | Université du Luxembourg (Luxembourg)              |
| 2013  | Université de Limoges (France)                     |
| 2012  | PRES Université de Lyon Saint-Étienne (France)     |
| 2011  | Collège d'Europe de Bruges (Belgique)              |
| 2010  | Université Paris X Nanterre (France)               |
| 2009  | Université de Poitiers (France)                    |
| 2008  | Université Pierre Mendès France (Grenoble, France) |
| 2005  | Université de Poitiers (France)                    |
| 2004  | Université Panthéon-Assas Paris II (France)        |
| 2003  | Collège d'Europe (Natolin, Pologne)                |
| 2002  | Université de Lausanne (Suisse)                    |
| 2001  | Université de Bonn (Allemagne)                     |
| 2000  | Université d'Heidelberg (Allemagne)                |